# نپرس، نگو (فیلم)
«نپرس، نگو» (انگلیسی: Don't Ask Don't Tell (film)) فیلمی در ژانر نقیضه است که در سال ۲۰۰۲ منتشر شد.